# Ennio Vaini
Ennio Vaini (Castenedolo, 6 dicembre 1911 – ...) è stato un calciatore italiano, di ruolo portiere.

## Carriera
Debuttò a difesa della porta del Mantova non ancora diciassettenne il 7 ottobre 1928 in Prima Divisione Nord, che sarebbe diventata la stagione successiva la nuova Serie B, e la difese per tredici stagioni fino alla stagione 1942-43, a parte la parentesi dovuta al servizio militare nel biennio 1933-35.
In tutto con i virgiliani ha giocato 331 partite di campionato, facendo di "Vaio", come era soprannominato, l'alfiere della società biancorossa.